# Филип Санфурш
Филип Санфурш (Франция, 1975 г.) е френски журналист, който работи като важен репортер за спортната служба на RTL (френското радио), където коментира мачове от 2000 г.
През 2018 г., в отсъствието на Денис Балбир, лишен от ефир заради изказванията си след мача Олимпик Марсилия – РБ Лайпциг, Филип Санфурш коментира първия мач от полуфинала на Лига Европа на УЕФА. Участва в „On remake the Match“ на RTL и е колумнист на предаването „L'Equipe du soir“ на канала L'Equipe. Други важни репортажи за RTL: Рали Дакар от 2004 до 2010 г., колоездач на Тур дьо Франс 2008, турнир Ролан Гарос от 2000 до 2003 г.